# Franklin Furnace
Franklin Furnace és una concentració de població designada pel cens dels Estats Units a l'estat d'Ohio. Segons el cens del 2000 tenia 1.537 habitants.

## Demografia
Segons el cens del 2000, Franklin Furnace tenia 1.537 habitants, 519 habitatges, i 389 famílies. La densitat de població era de 249,3 habitants per km².
Dels 519 habitatges en un 30,8% hi vivien nens de menys de 18 anys, en un 57,4% hi vivien parelles casades, en un 13,3% dones solteres, i en un 24,9% no eren unitats familiars. En el 21,4% dels habitatges hi vivien persones soles el 8,7% de les quals corresponia a persones de 65 anys o més que vivien soles. El nombre mitjà de persones vivint en cada habitatge era de 2,44 i el nombre mitjà de persones que vivien en cada família era de 2,8.
Per edats la població es repartia de la següent manera: un 31,9% tenia menys de 18 anys, un 11,3% entre 18 i 24, un 21,3% entre 25 i 44, un 23,3% de 45 a 60 i un 12,1% 65 anys o més.
L'edat mediana era de 31 anys. Per cada 100 dones de 18 o més anys hi havia 99,2 homes.
La renda mediana per habitatge era de 27.279 $ i la renda mediana per família de 30.156 $. Els homes tenien una renda mediana de 27.216 $ mentre que les dones 22.292 $. La renda per capita de la població era de 12.998 $. Aproximadament el 13,2% de les famílies i el 12,5% de la població estaven per davall del llindar de pobresa.

## Poblacions més properes
El següent diagrama mostra les poblacions més properes.